# سنگ‌نوشته‌های ساسانی

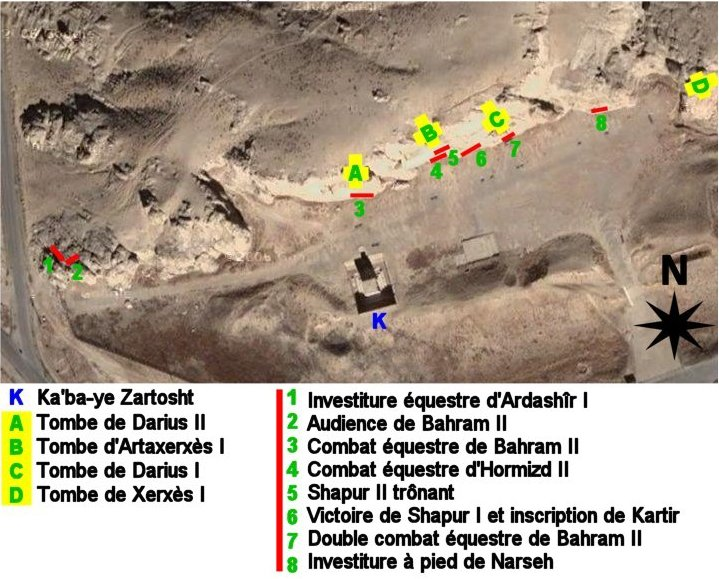
نقشهٔ کتیبه‌های نقش رستم

منظور از کتیبه آثاری است که بر روی سنگ‌ها یا صخره به صورت سنگ‌نوشته و پوست  (چرم) و پاپیروس، فلز، سفال، سنگ‌های قیمتی و چوب نگاشته شده‌ است. نگارش کتیبه‌ها غالباً هم زمان با تألیف آنهاست. از این رو این آثار هم از نظر زبان شناسی و هم از جهت تاریخی و اجتماعی و گاهی دینی مهم به‌شمار می‌آیند اما طبعاً از نظر ادبی دارای اهمیت چندانی نیستند.
آثار کتیبه‌ای پهلوی در دوران ساسانی خط پهلوی کتیبه‌ای یا خط پهلوی منفصل و خط پهلوی کتابی یا خط تحریری یا متصل. کتیبه‌ها گاهی دو یا سه زبانه هستند. کتیبه‌های سلطنتی شاهان نخستین ساسانی نا زمان نرسه غالباً به پهلوی یا فارسی میانه، پهلوی اشکانی یا پارتی و یونانی است.
کتیبه‌های دولتی یا سلطنتی کتیبه‌هایی هستند که از شاهان ساسانی یا درباریان آنان برجای مانده و همهٔ آن‌ها به خط پهلوی کتیبه‌ای یا منفصل نوشته شده‌است. قدیم‌ترین آن‌ها کتیبه اردشیر ساسانی ۲۲۴ تا ۲۴۲ میلادی و متأخرترین آن‌ها کتیبه مهرنرسی (قرن پنجم میلادی) است.
پژوهش علمی کتیبه‌های ساسانی تقریباً از سال ۱۹۲۴ میلادی با انتشار کتاب هرتسفلد تحت عنوان پایکولی یا آثار و نوشته‌های شاهنشاهی ساسانی آغاز گردید و همهٔ نوشته‌های اوایل شاهنشاهی ساسانیان که تا آن زمان کشف و خوانده شده‌ بود، در دو مجلد بزرگ انتشار یافت. همهٔ این مآخذ رویدادهای ایران را با نظر و جهت خاصی بیان می‌کنند و در واقع از نظر مقامات رسمی سخن می‌گویند. نقش‌های دوران ساسانی از دیر باز مشهور و از منابع و مأخذ بزرگ تاریخی بشمار می‌روند.

## کتیبه‌های دولتی
کتیبه‌های دولتی، کتیبه‌هایی هستند که به فرمان شاهان ساسانی یا درباریان آنها نوشته شده و کهن‌ترین آنها کتیبه اردشیر ساسانی و جدیدترین آنها کتیبه مهرنرسه مربوط به قرن پنجم میلادی است. این کتیبه‌ها در آشکار کردن گوشه‌های تاریخ ساسانیان نقش بسیار مهمی داشته‌اند. هر چند بارها از این کتیبه‌ها ترجمه‌هایی شده، هنوز به تفسیر و ترجمه‌های دقیق بیشتری از آنها نیاز است.

### کتیبه اردشیر بابکان و اورمزد
کتیبه اردشیر بابکان و اورمزد یکی از قدیمی‌ترین کتیبه‌های ساسانی در نقش رستم است. این کتیبه سه زبانه (پهلوی، پارتی و یونانی) بر روی شانهٔ اسب اردشیر است. در این نقش اردشیر، نماد شاهی را از دست اهورامزدا (اورمزد) دریافت می‌کند. در این نقش، کتیبه کوچک دیگری به همان سه زبان بر روی اسب اهورامزدا نگاشته شده‌ است.

### کتیبه ابنون
این کتیبه در سال ۱۳۶۵ هجری در منطقه ای در ده کیلومتری شرق شیراز به نام برم دلک کشف شد و اکنون در باغ نارنجستان قرار دارد. کتیبه مذکور که در سال سوم پادشاهای شاپور ساسانی نوشته شده، بر روی پایهٔ ستون آتشدانی قرار دارد. بر چهار سوی این ستون پنج چهره تصویر شده و زیر هر یک از آنها نام صاحب چهره نگاشته شده که عبارتند از: اردشیر بابکان، شاپور ساسانی، وزیر دربار، فرمانده (کل) و ابنون. در بالای این تصاویر کتیبه ای حلقه‌وار پیرامون ستون نقر شده که موضوع آن دربارهٔ بنای آرامگاه است.

### کتیبه شاپور اول در حاجی‌آباد
در چند کیلومتری نقش رستم در منطقه اصطخر قدیم نزدیک آبادی حاجی‌آباد غاری به نام شیخ علی یا زندان جمشید قرار دارد که در دل صخره‌های آن کتیبه‌ای به دو زبان پهلوی و پارتی از شاپور ساسانی نگاشته شده که در آن نام و عنوان وی همراه با نام پدر و جدش و موضوع تیراندازی او ذکر شده است.

### کتیبه شاپور در تنگ براق
تنگ براق دهکده کوچکی است که در ۱۲۳ کیلومتری غرب آباده و در حدود صد کیلومتری شمال غربی حاجی‌آباد واقع شده‌است. در این ناحیه کتیبه‌ای دو زبانه (پهلوی و پارتی) از شاپور ساسانی قرار دارد که آسیب فراوانی دیده و موضوع آن نظیر کتیبه حاجی‌آباد است.

### کتیبه شاپور در کعبه زرتشت
این کتیبه یک از منابع مهم تاریخ دورهٔ ساسانی به‌شمار می‌رود، زیرا شاپور در بخش‌های مختلف آن به شرح نخستین لشکرکشی خود علیه گوردیان سوم، امپراتور روم، و از میان رفتن او و جانشین شدن فیلیپ پرداخته‌ است. در این کتیبه همچنین به دومین لشکرکشی شاپور و شهرهای اشغال شده به وسیله سپاه ایران و نیز لشکرکشی سوم شاپور و اسارت والرین، امپراتور روم، و ذکر سرزمین‌های تصرف شده به وسیله سپاه ایران پرداخته شده‌ است.

### کتیبه شاپور در نقش رجب
از شاپور اول کتیبه ای شامل نام و عنوان و نسب وی به سه زبان در منطقهٔ نقش رجب در سه کیلومتری شمال تخت جمشید برجای مانده‌ است.

### کتیبه شاپور در نقش رستم
نظیر کتیبهٔ شاپور در نقش رجب کتیبهٔ دیگری است که در صحنهٔ پیروزی شاپور بر والرین در زیر شکم اسب او نوشته شده‌است.

### کتیبه اپسای دبیر
این کتیبه به دستور اپسا (افسا) دبیر شاپور اول ساسانی، نگاشته شده در ویرانه‌های شهر شاپور (بیشاپور) در منطقه کازرون کشف شده است. در این کتیبه پس از ذکر تاریخ (مطابق با ۲۶۶ میلادی)، نویسنده اظهار می‌دارد که اپسای دبیر پیکره‌ای از شاه را به هزینهٔ خویش ساخته و به این مناسبت شاه به او پاداش داده‌ است.

### کتیبه‌های کرتیر
سنگ‌نوشته‌های کرتیر شامل چهار سنگ‌نوشته‌است که عبارتند از سنگ‌نوشتهٔ کرتیر در نقش رجب (KNRb)، سنگ‌نوشتهٔ کرتیر در نقش رستم (KNRm)، سنگ‌نوشتهٔ کرتیر در سرمشهد (KSM) و سنگ‌نوشتهٔ کرتیر در کعبه زردشت (KKZ). سنگ‌نوشتهٔ کعبهٔ زردشت روایت معراج را در بَر ندارد، در حالی که سنگ‌نوشتهٔ نقش رجب خلاصه‌ای از مفاهیم اصلی یک سنگ‌نوشتهٔ طولانی‌تر است. سنگ‌نوشته‌های طولانی به چهار بخش تقسیم شده‌اند: بندهای ۱–۱۳: توصیف منصب کرتیر در دورهٔ فرمانروایی چهار شاه که با ذکر خلاصه‌ای از القاب او پایان می‌یابد؛ بندهای ۱۴–۲۴: ادامهٔ گزارش دستاوردهایش در دورهٔ بهرام دوم، تأملاتی بر دستاوردهای زندگی‌اش به‌عنوان مقدمه‌ای بر گزارشش از معراج؛ بندهای ۲۵–۳۴: روایت معراج (فقط در سنگ‌نوشته‌های نقش رستم و سرمشهد)؛ و بندهای ۳۵–۳۸: نتایج معراج مؤخره.

#### کتیبه کرتیر در نقش رجب
این کتیبه واقع در دامنه کوه رحمت که در سه کیلومتری شمال تخت جمشید قرار دارد. در این نقش اردشیر و شاپور ساسانی مشاهده می‌شوند که در حالی که مقام شاهی از سوی اورمزد به اردشیر تفویض می‌شود. در سمت چپ این نقش، کتیبه کرتیر قرار دارد و تصویر او بر بالای نوشته‌ها منقوش است.

#### کتیبه کرتیر در کعبه زرتشت
این کنیبه که در ضلع شرقی دیوار کعبه و در پایین کتیبهٔ شاپور قرار دارد. در این کتیبه پس از ذکر نام و القاب و عناوین کرتیر، فعالیت‌های دینی و مبارزه علیه ادین دیگر (مانند مسیحیت و مانوی‌گری و یهود) و تأسیس آتشکده‌ها و ایجاد موقوفات بیان می‌شود. فهرست ایالاتی که در زمان شاپور اول به تصرف ایران درآمده در پایان این کتیبه نقل شده است.

#### کتیبه کرتیر در سرمشهد
این کتیبه که در ۳۶ کیلومتری جره و حدود هشتاد کیلومتری جنوب کازرون واقع است. در پایین کتیبه کرتیر نقشی از شیرکشی بهرام دوم ساسانی مشاهده می‌شود.

#### کتیبه کرتیر در نقش رستم
این کتیبه که در بالای آن نقش برجسته ای از کرتیر قرار دارد. به نظر می‌رسد که کتیبه کرتیر در سرمشهد قدیمی‌ترین آنها و تحریر اصلی بوده است و کتیبه‌های دیگر از روی آن نگاشته شده‌اند.

### کتیبه برم دلک
این کتیبه در حدود ده کیلومتری شرق شیراز واقع است. این کتیبه در زیر بازوی مردی که احتمالاُ یکی از بزرگان ساسانی بوده نگاشته شده‌است. در سمت راست این کتیبه نقشی از یک شاهزاده خانم ساسانی دیده می‌شود.

### کتیبه نرسه در پایکولی
این کتیبه به دو زبان پهلوی و پارتی است و در پایکولی (پایقلی) در جنوب سلیمانیه عراق و در شمال قصر شیرین کشف شده‌است. این کتیبه در اصل بر دیواره برج مکعب شکلی نگاشته شده که بر چهار طرف آن نقشی بزرگ از نرسه قرار داشته و به تدریج ویران و قطعات آن پراکنده شده‌است. پس از گردآوری و بازسازی این کتیبه، نخستین بار هرتسفلد متن آن را منتشر کرد. کتیبه پایکولی شامل مقدمه ای در معرفی نرسه و نسب او در پی آن حوادثی که پس از مرگ بهرام دوم اتفاق افتاده، حرکت نرسه از ارمنستان به ایران و ملاقات او با بزرگان ساسانی در پایکولی و سرانجام، صلح با روم است.

### کتیبه نرسه در بیشاپور
این کتیبه در اصل حاوی نام بهرام اول بوده و نقش او بر بالای آن قرار داشته‌ است؛ اما بعداً برادر او، نرسه، نام خود را به جای بهرام نگاشته‌است. متن این کتیبه به فارسی میانه بوده و نام و عنوان و نسب نرسه را دربردارد.

### کتیبه شاپور سکانشاه
این کتیبه که متعلق به شاپور سکانشاه، فرمانروای سیستان و پسر هرمز دوم است، بر روی ستونی در کاخ تچر در تخت جمشید به مناسبت دیدار او از صد ستون و ملاقات با شاپور دوم نگاشته شده‌ است.

### کتیبه سلوک
در زیر کتیبه شاپور سکانشاه، کتیبه سلوک قاضی دربارهٔ ملاقات او با شاپور دوم و دیدار از صد ستون درج شده‌ است. این کتیبه به خط پهلوی است و تاریخ نگارش آن سال ۴۸ پادشاهی شاپور، برابر با ۳۵۶ میلادی است.

### کتیبه شاپور دوم در مشکین شهر
این کتیبه در مشکین شهر (خیاو) در شرق آذربایجان کشف شده و احتمالاً به دستور نرسه و به یادبود بنای دژی نگاشته شده است. تاریخ نگارش آن سال ۲۷ سلطنت شاپور دوم برابر با ۳۳۵ میلادی است.

### کتیبه شاپور دوم و سوم در طاق بستان
این دو کتیبه در ایوان کوچک طاق بستان در پنج کیلومتری شمال شرقی کرمانشاه و هر یک در کنار نقش برجسته ای از شاپور دوم و سوم ساسانی نگاشته شده‌است. این کتیبه‌ها شامل نام و نسب این دو شاه ساسانی است.

### کتیبه مهرنرسه
این کتیبه به یابود بنای پلی در نزدیکی فیروزآباد در حدود ۱۱۶ کیلومتری جنوب شیراز و در برابر نقش برجسته ای از اردشیر ساسانی نگاشته شده است. کتیبه مذکور به دستور مهرنرسه، وزیر سه شاه ساسانی، یعنی یزدگرد یکم، بهرام گور و یزدگرد دوم نگاشته شده است.

### کتیبه‌های ترمذ
در جنوب شرقی ازبکستان ناحیه ای به نام قره تپه (ترمذ قدیم) قرار دارد که در میان آثار به دست آمده از یک غار بودایی در این منطقه، در کتیبه کوچک پهلوی، احتمالاً متعلق به قرن چهارم میلادی کشف شده‌است.

### کتیبه‌های دره سند علیا
در شمال پاکستان، در نواحی میان دهکده شاتیال و شهر چیلاس و هونزا، بیش از ۶۷۰ سنگ نوشته کوچک به زبان‌های ایرانی میانه، از جمله پارتی، پهلوی، بلخی و سغدی کشف شده است. این کتیبه‌ها که غالباً آسیب دیده‌اند به قرن چهارم میلادی تعلق دارند.

## کتیبه‌های خصوصی
این کتیبه‌ها بیشتر به اواخر دوره ساسانی و اوایل دوره اسلامی متعلق است و دارای سطرهای کوتاهی است که جنبه یادبود دارد و آنها را کتیبه‌های عمودی نیز می‌خوانند. متن این دست از کتیبه‌ها غالباً دربارهٔ تعلق ملکی به کسی، وقف آن ملک یا بازدید گروهی از مکانی است. پژوهشگران کتیبه‌های سنگ مزار را نیز در زمره این کتیبه‌ها می‌دانند. مهم‌ترین این کتیبه‌ها شامل دو کتیبه در مقصودآباد مرودشت، کتیبه‌های تنگ خشک در نزدیکی سیوند فارس، کتیبه تنگ کرم در شرق فسا، کتیبه بیشاپور، کتیبه نقش رستم، کتیبه کوه حسین در نقش رستم، کتیبه‌های دربند قفقاز، کتیبه‌های بیستون و کنگاور، کتیبهٔ قلعه بهمن در غرب آباده، نوشته‌های روی صلیب در جنوب هندوستان، کتیبه‌های غارهای کانهری نزدیک بمبئی، لوحه مسی کویلون در جنوب هندوستان، کتیبهٔ روی چوب صندل در معبدی بودایی در ژاپن می‌شوند.
مهم‌ترین کتیبه‌های سنگ مزار شامل کتیبه اقلید در جنوب غربی آباده، کتیبه تخت طاووس در حدود یک کیلومتری جنوب شرقی تپه استخر فارس، کتیبه کازرون و بیشاپور، کتیبه دریاچه پریشان، کتیبه میدانک در جنوب کازرون، کتیبه مشتان در پنج کیلومتری کازرون، کتیبه تل سفید در ۲۷ کیلومتری شمال غربی شهر نورآباد ممسنی، کتیبه باغ لردی در سیدون فارس، کتیبه شاه اسماعیل در نزدیکی نقش رستم، کتیبه‌های پاسارگاد، کتیبه تنگ جلو در ۲۶ کیلومتری شمال غربی اردکان فارس، کتیبه استانبول در ترکیه، کتیبه پهلوی شیان در چین، کتیبه برج رادکان در کردکوی استرآباد (گرگان)، کتیبه برج لاجیم معروف به امامزاده عبدالله در سوادکوه علی‌آباد، کتیبه برج رسگت در ساری می‌باشند.

## نگارخانه

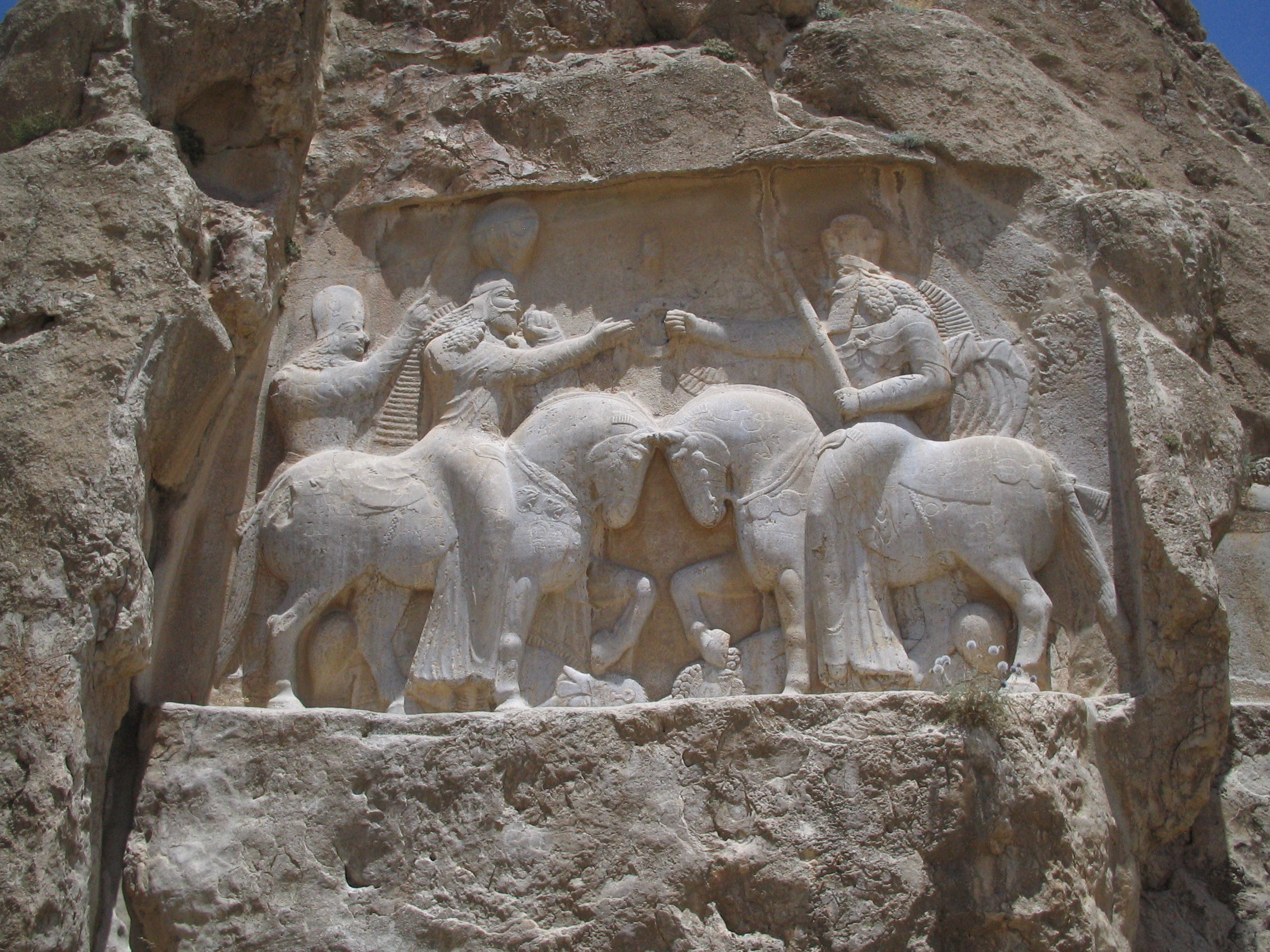
کتیبه کرتیر در نقش رستم در زیر نقش برجستهٔ کرتیر قرار دارد و کتیبهٔ اردشیر هم بر روی شانهٔ اسب اردشیر بابکان و هم اسب اورمزد نوشته شده‌است.
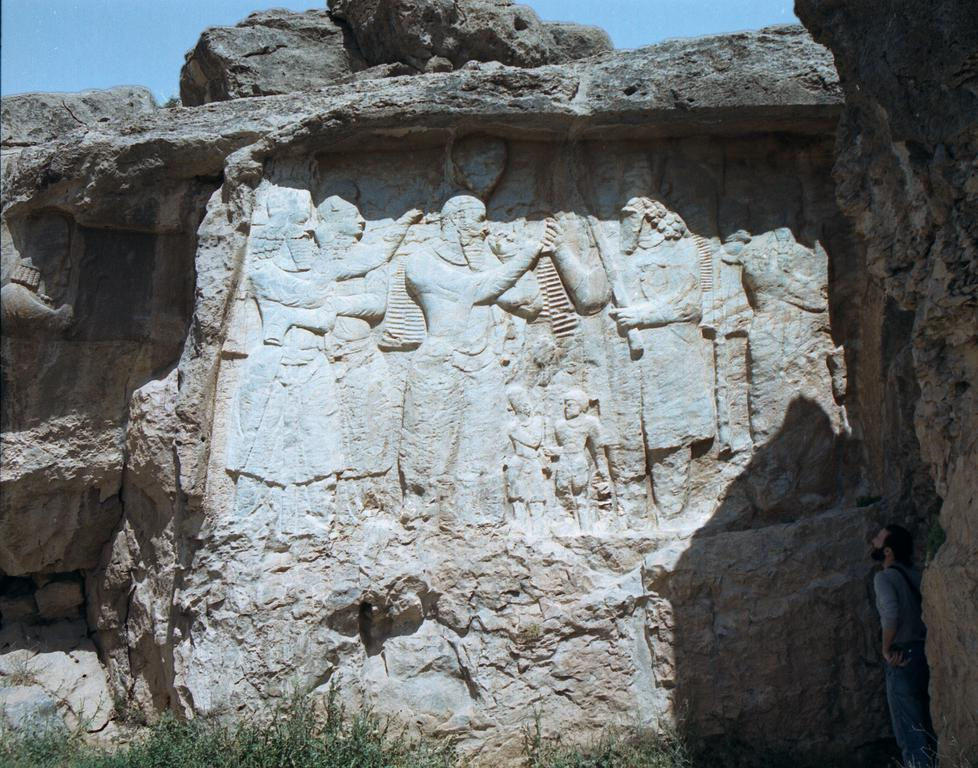
کتیبه کرتیر در کنار نقش مربوط به تفویض مقام شاهی از سوی اورمزد به اردشیر بابکان، در نقش رجب در دامنهٔ کوه رحمت.
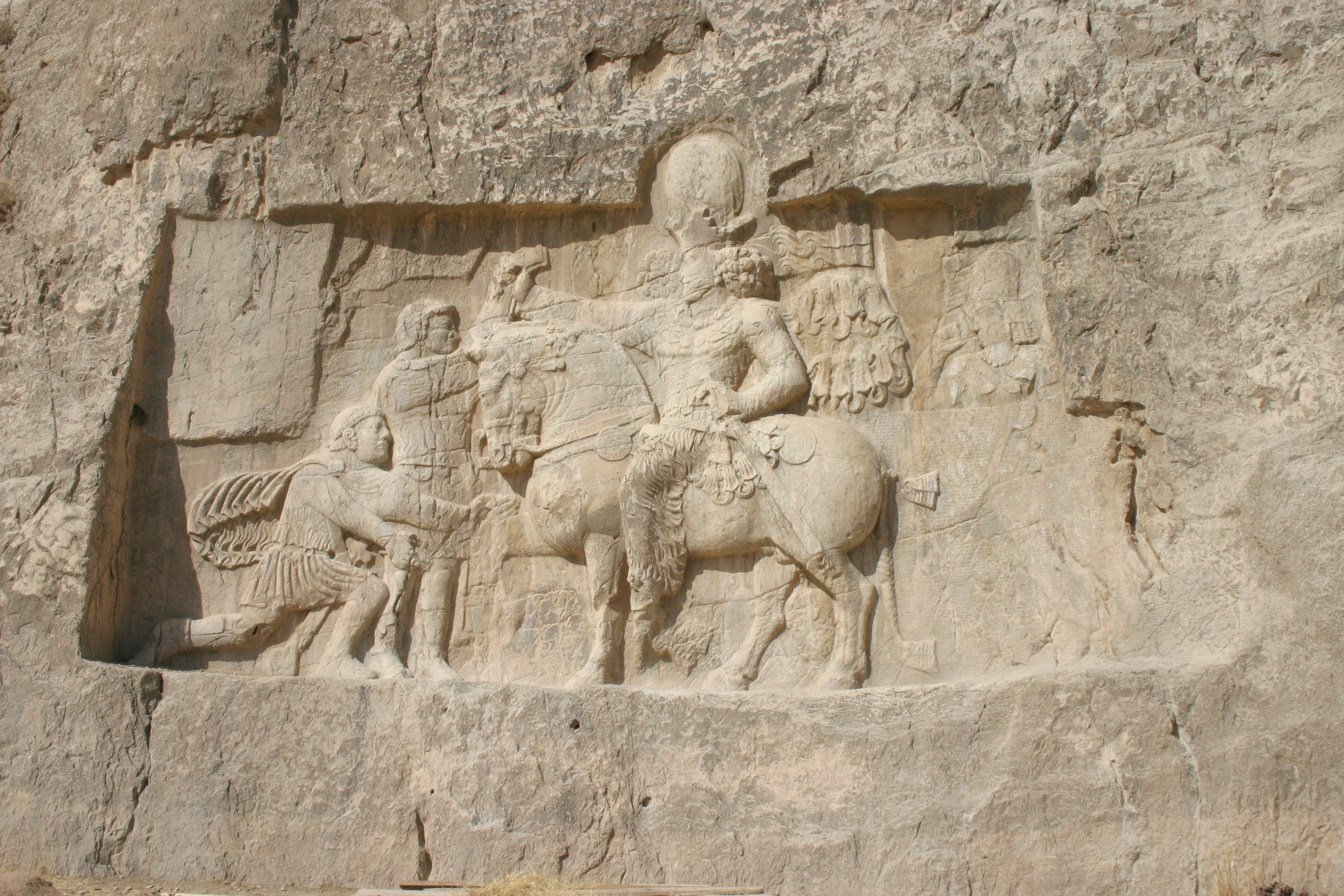
یادمان پیروزی شاپور یکم بر والرین امپراتور روم، درنقش رستم، کتیبه‌ای در زیر اسب شاه به زبان یونانی وجود دارد.
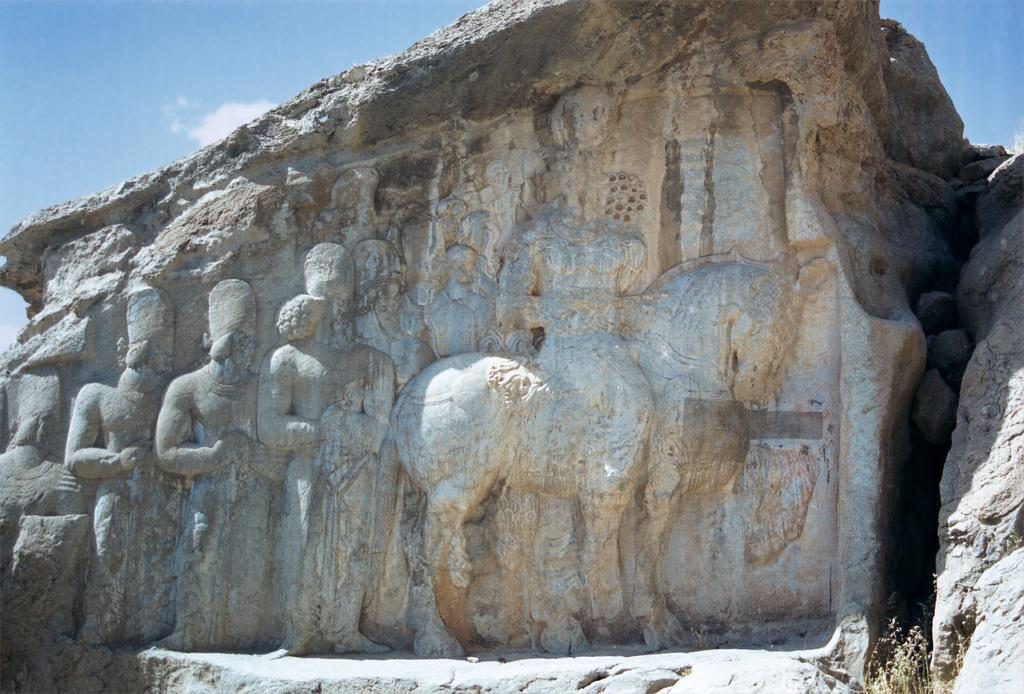
شاپور یکم و همراهان در  نقش رجب، دو کتیبه یکی بر روی شانهٔ اسب شاه و دیگری قسمت مسطح صخره وجود دارد.
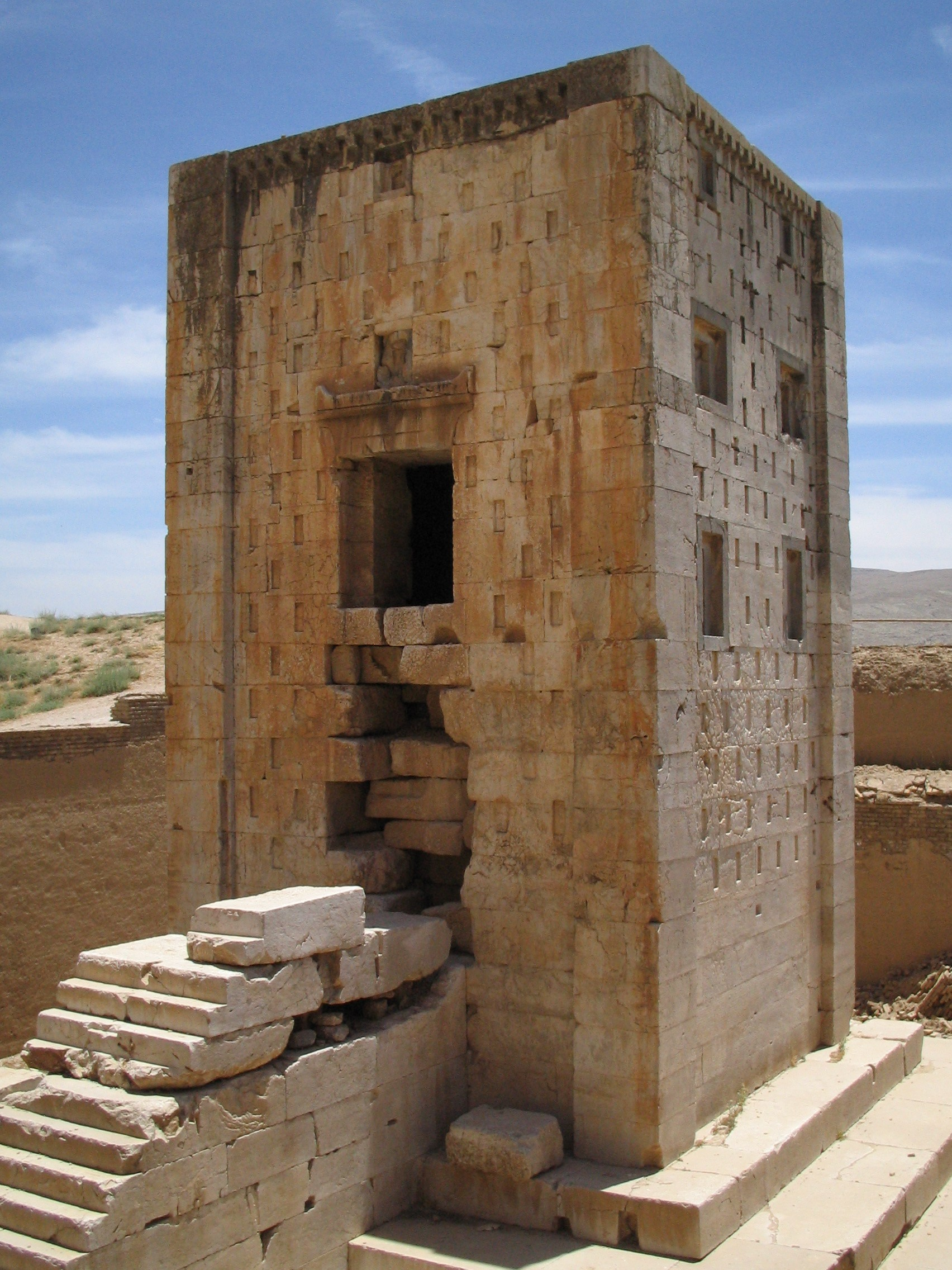
کتیبه کرتیر در ضلع شرقی کعبه زرتشت، در زیر کتیبه شاپور یکم در کعبه زرتشت نگاشته شده‌است.
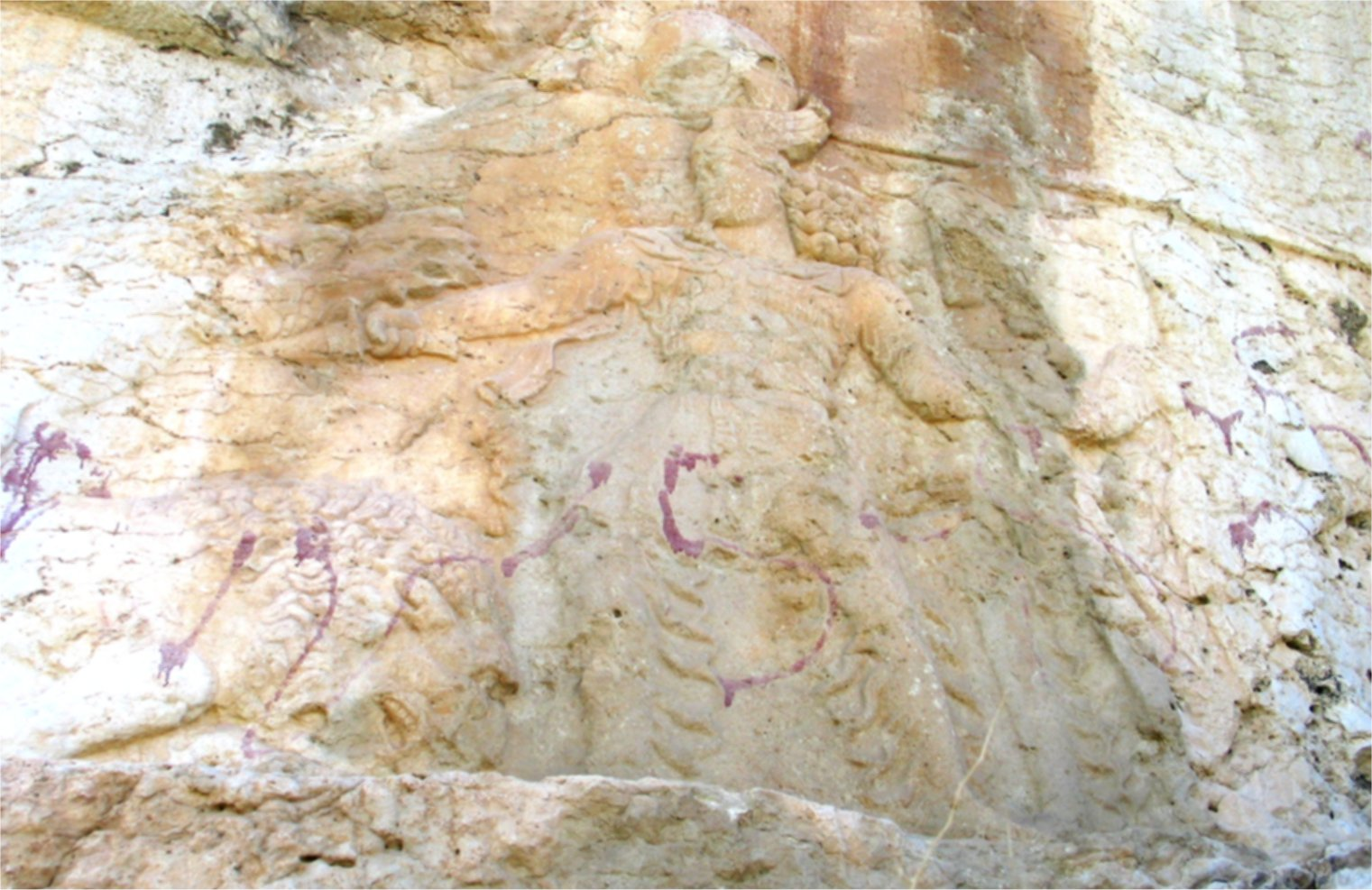
بهرام دوم در حال شکار، در سرمشهد، کتیبهٔ کرتیر در بالای نقش  شیرکشی بهرام، نگاشته شده‌است.
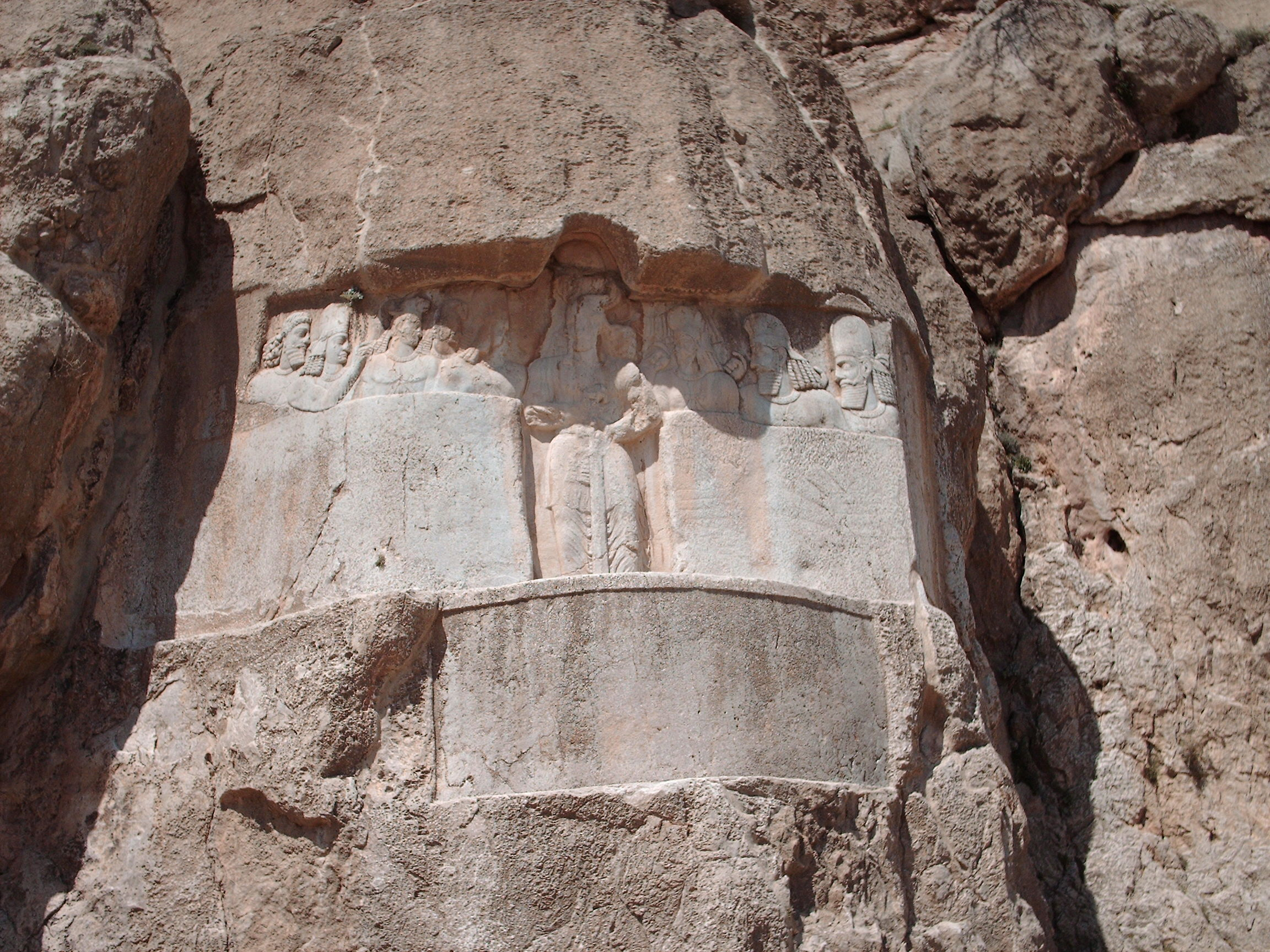
بهرام دوم و درباریان درنقش رستم، کتیبهٔ کرتیر در زیر نقش برجستهٔ کرتیر، دیده‌می‌شود.
شاپور دوم در سمت راست و شاپور سوم در سمت چپ در تاق بستان، کتیبه‌ای به زبان پهلوی در کنار هر یک وجود دارد.